# 塞巴斯蒂安·内尔兹
塞巴斯蒂安·马蒂亚斯·内尔兹（Sebastian Matthias Nerz，1983年7月13日—）是一位德国政治人物和生物信息学家，德國海盜黨自2011年5月至2012年4月的领导人。

## 生平
内尔兹的父亲是一名医师，他在2002年从高中毕业。2003年开始在蒂宾根大学研究生物信息学。研究完成后他成为公务员。2001年在蒂宾根大学他加入基督教民主联盟（CDU），直到2009年退出。2009年6月，德國聯邦議院選舉前，他加入海盗党成为其当时新成立的Tübingena地区(德語：Bezirksverband Tübingen)议会的议员以及巴登 - 符腾堡州地区自治协会的区域政治协调员。从2010年4月至2011年5月，他一直是地方党委协会的负责人。2010年，他获得生物信息学的学位，并于2011年5月当选为党首。2012年4月28日，他的党首职位被Bernd Schlömer接替。